# غريغ آيرلادند
غريغ آيرلادند هو مدرب هوكي جليد كندي، ولد في 5 أكتوبر 1965 في أورنجفيل في كندا.

## وصلات خارجية
- غريغ آيرلادند على موقع Eurohockey.com (الإنجليزية)
- غريغ آيرلادند على موقع HockeyDB.com (الإنجليزية)